# 배상금중복회수의 원칙
배상금중복회수의 원칙(Collateral source rule)은 1854년 판례에 의해 형성된 미국 커먼로상 원칙으로 피고(가해자)는 신체상해를 입은 원고(피해자)가 보험이나 기타의 방법을 또는 제3자로부터 손해에 대해서 그 전부 또는 일부의 지급을 받고 있어도 피고에 대한 손해배상책임을 부담하는 것을 정한 원칙이다.